# La Polenta Taragnarock
La Polenta Taragnarock is een single van de Italiaanse comedy-metalband Nanowar of Steel, afkomstig van het album Italian Folk Metal. Op het nummer is een gastbijdrage van televisiepresentator en acteur Giorgio Mastrota te horen.

## Achtergrond en beschrijving
La Polenta Taragnarock werd op 29 juni 2021 uitgebracht. De naam van het nummer verwijst naar het Italiaanse gerecht polenta taragna, gemaakt met polenta. Het nummer beschrijft de voedingswaarde van het gerecht en de status ervan binnen de regio Valtellina (waar het een traditioneel gerecht is). Zo wordt bezongen dat het gerecht van een persoon een superheld kan maken, die de draak van Como met zijn benen kan vangen. In het refrein wordt verteld dat men de gouden bloem moet eren en het magische elixer Cedrata Tassoni van Odin moet drinken om maag- en darmproblemen te voorkomen.
Het nummer werd na het uitbrengen veel gedraaid op rock- en metalzenders.

## Videoclip
De videoclip begint met Giorgio Mastrota, die zogenaamd voor een filmpje voor de regiowebsite van Valtellina vertelt over hoe prachtig en geweldig de lokale polenta wel niet is. Hij doet dit samen met de fictieve Miss Polenta Taragna. Vervolgens komen de folkinstrumenten in beeld en is te zien hoe Mastrota zich klaarmaakt voor een gevecht met de draak uit Como. Er wordt afgewisseld met beelden van de folkinstrument- en gitaarspelers. Later trekt de ploeg ten strijde en vinden Mastrota en Miss Polenta Taragna het magische elixer van Odino, onder leiding van een Gandalf-imitator. Even later is er een feestmaal. Na de maaltijd lopen Gandalf, Mastrota en een deel van de bandleden weg met zakken Polenta Taragnarock (eigenlijk gewoon polentameel) in de hand.

## Trivia
- De reden om Giorgio Mastrota te vragen voor het nummer was dat Nanowar of Steel al eerder over en met Mastrota gezongen had. Reeds in 2012 bracht de band het nummer Giorgio Mastrota (The Keeper of Inox Steel) uit, een parodie op de carrière van Mastrota. In 2018 bracht de band het nummer samen met Mastrota ten gehore tijdens een live-concert.
- Qua singles is het een van de weinige van de band die in het Italiaans in plaats van het Engels is.
- Na de uitgave van het nummer verkocht een regionale winkel een tijdje zakken met Polenta Taragnarock (eigenlijk gewoon polentameel), geïnspireerd door de zakken uit de videoclip.[4]

- MusicBrainz release group: 4ac9cad6-95f7-41d4-a09b-89b0ce495939